# Trivialliteratur
Trivialliteratur (lateinisch trivialis ‚allgemein zugänglich, gewöhnlich‘) ist eine (schöne) Literatur, die im Gegensatz zur Hochliteratur als einfach, allgemein verständlich und leicht zu erfassen gewertet wird. Der Begriff hat pejorativen Charakter. Alternative Begriffe sind Schemaliteratur, Massenliteratur oder Paraliteratur. Neben dieser Zweiteilung steht ein Dreischichtenmodell: Es unterscheidet Hoch-, Unterhaltungs- und Trivialliteratur.

## Begriff und Definition
Der Begriff Trivialliteratur wurde 1807 von Joseph Görres in seiner Publikation Die teutschen Volksbücher geprägt, in der er vierzig von ihnen nacherzählte. Während der Begriff in dieser Bedeutung nichts Abwertendes hatte, lag das Unbehagen an dem später von dem Begriff abgedeckten Phänomen jedoch bereits vor. So berichtete Heinrich von Kleist am 14. September 1800 in einem Brief an Wilhelmine von Zenge von einem Besuch in einer Würzburger Leihbibliothek, in der er vergeblich nach den Klassikern Ausschau hielt. Auf die Frage, was für Bücher denn in den Regalen ständen, antwortete ihm der Besitzer: „Rittergeschichten, lauter Rittergeschichten, rechts die Rittergeschichten mit Gespenstern, links ohne Gespenster, nach Belieben.“
Seine heutige Bedeutung erhielt der Begriff Trivialliteratur durch Marianne Thalmanns 1923 veröffentlichte Dissertation Der Trivialroman des 18. Jahrhunderts und der romantische Roman. Trivialliteratur ist demnach eine Form literarischer Unterhaltung. Mit dem Begriff wird seit den 1920er Jahren der Bereich der populären, häufig als minderwertig angesehenen Massenliteratur bezeichnet. In einer groben Aufteilung von Literatur in die drei Felder Dichtung bzw. Hochliteratur, Unterhaltungsliteratur und Trivialliteratur wird Letztere als die mit dem geringsten literarischen Anspruch – bis hin zu Kitsch- und Schundliteratur – gewertet. Allerdings sind die Übergänge zwischen diesen Wertungen fließend und Zuordnungen werden je nach Betrachtung der einen oder anderen Stufe erfolgen können.

### Kriterien und Merkmale
Trivialliteratur widmet sich meist großen Themen wie Liebe, Tod, Abenteuer, Verbrechen, Familie oder Krieg, behandelt die Themen aber in einer vereinfachenden, klischeehaften und oftmals die Vorstellung einer „heilen Welt“ verklärenden Weise. Triviale Texte sind in Sprache, Verständlichkeit und Emotionalität so strukturiert, dass sie den Erwartungen einer möglichst großen Leserschaft gerecht werden (indem sie dieser eine oftmals schöne, durchweg gerechte Welt mit klaren Unterscheidungen zwischen Gut und Böse vermitteln). Wesentliches Merkmal der Trivialliteratur ist – anders als die eher auf kritische Reflexion gängiger Vorstellungen und etablierter Denkweisenden setzende Hochliteratur – den Erwartungshorizont des Lesers nicht zu durchbrechen, was einer Bestätigung (Affirmation) seiner bestehenden Meinungen, Gesellschaftsbilder usw. gleichkommt. Das hat zur Bezeichnung affirmative Literatur (im Gegensatz zu kritischer Literatur) als einem weiteren Synonym für Trivialliteratur Anlass gegeben. In dieser Hinsicht werden als trivial auch solche literarischen Texte bezeichnet werden können, die gewöhnliche bis primitive Erwartungshaltungen bedienen. Hierzu zählt etwa das wiederholende Ausbreiten emotionaler und sensationeller Inhalte bis hin zu verschiedenen Formen des Voyeurismus.
Trivialliteratur erfüllt Erwartungshaltungen der Leserschaft. Weil sie aber durchaus inhomogen aus den Erfahrungen und Erwartungen einzelner Leser erwachsen und von deren individuellen und gesellschaftlichen Kontexten geprägt sind, wird die Analyse und Beschreibung der sozio-literarischen Bedingungen sowohl für die Möglichkeit der Verbreitung von trivialer Literatur generell als auch für die literatur-ästhetische Wertung des einzelnen Textes weiterhin die Grundlage der Trivialliteraturforschung bilden.

### Problematik der Begrifflichkeit
Der Begriff Trivialliteratur war und ist Gegenstand literaturwissenschaftlicher Forschung und Diskussion, da er Texte vorab als von vermeintlich niedrigem ästhetischen Niveau einstuft und teilweise als Oberbegriff von Schundliteratur oder Kitsch fungiert.
Ein eher strukturanalytischer Ansatz, welcher den stark schematisierten Charakter trivialer Texte und auch Textausschnitte hervorhebt und zudem die abwertende Konnotation des Begriffes vermeidet, charakterisiert Trivialliteratur als Schemaliteratur. Sie verfügt danach über folgende Merkmale: schematischer Spannungsaufbau, melodramatische und sentimentale Handlungen, Schwarz-Weiß-Zeichnung bei Charakteren, Vermittlung eindeutiger moralischer Ansichten und Vortäuschung eines scheinbar klaren Weltbildes. Ihre starke Bindung an fixe Schemata geht einher mit ihrer Tendenz zur seriellen Erscheinungsweise, wie zum Beispiel in Fortsetzungsromanen, Mainstream-Comic-Heften oder Roman-Heften und -Reihen.
All diese Werke erfüllen kollektive Leserbedürfnisse, wonach Texte dieser Art gewisse gemeinsame Grundmuster umzusetzen und zu erfüllen vermögen. Dadurch setzt Schemaliteratur sich von den zeitgeschichtlich etablierten, gleichwohl aber epochal veränderlichen Normen „hochliterarischer“ Systeme ab, die durch Intertextualität, Originalität, Singularität und Innovation geprägt erscheinen.